# Cross-River-Nationalpark
Der Cross-River-Nationalpark (englisch Cross River National Park, (CRNP)) liegt im Südosten Nigerias und bedeckt eine Fläche von 4000 km² im Bundesstaat Cross River. Er besteht aus zwei geographisch getrennten Schutzzonen, dem Oban-Sektor und dem Okwangwo-Sektor. Diese umfassen die letzten zusammenhängenden Flachlandregenwaldgebiete Nigerias, die eine Höhe von 40 bis 50 Metern über dem Grund erreichen. Untersuchungen ergaben, dass dieser Regenwald eine Evolutionsgeschichte von ca. 60 Mio. Jahren hat. Beide Sektoren des Nationalparks bilden mit den Nationalparks in Kamerun jeweils Biosphärenkorridore und diese werden als Biodiversitäts-Hotspots bezeichnet.
Zählungen der Flora und Fauna ergaben, dass in den beiden Sektoren des Nationalparks 119 Arten der Säugetiere, 49 Fischarten und etwa 950 Schmetterlingsarten leben. Von besonderer Bedeutung ist der Nationalpark für den Schutz der Primaten in Nigeria, da 18 der 23 in Nigeria bekannten Arten innerhalb der Parkgrenzen leben.
Erreicht werden können beide Gebiete über die Bundesstraße A4, Calabar-Ikom, oder über den Cross River.

## Oban-Sektor
Der Oban-Sektor umfasst eine Fläche von ca. 3000 km² und liegt an der Grenze zu Kamerun und bildet mit dem Korup-Nationalpark einen Biosphärenkorridor. Dieser steht seit 1995 unter dem Titel Oban Hills/Korup auf der Vorschlagsliste zur Aufnahme in das UNESCO-Welterbe. Unterteilt wird dieser Sektor in zwei Verwaltungsgebiete, Oban East und Oban West. Das Terrain des Sektors wird von der Topographie der Oban-Hügel bestimmt. Sie werden als hügelig bis gebirgig beschrieben und erreichen bis 1000 Meter über dem Meeresspiegel. Der nördliche Teil des Sektors liegt im Wassereinzugsgebiet des Cross Rivers, der südliche Teil im Einzugsgebiet der Flüsse Calabar, Great Kwa River und Korup. Die Regenzeit dauert von März bis November und erreicht ihren Höhepunkt in den Sommermonaten, mit dem Eintreffen des westafrikanischen Monsuns mit einem Jahresniederschlag von 3500 mm.
Die Flora des Oban-Sektors umfasst 1568 unterschiedliche Arten von Gefäßpflanzen, von denen 77 endemisch in Nigeria sind. Die Vegetation wird von einem Regenwald bestimmt, in dem die Baumarten Berlinia confusa, Coula edulis, Hannoa klaineana, Klainedoxa gabonensis, Khaya ivorensis und Lophira alata die dominanten Arten bilden. Der Sektor ist ebenso reich an epiphytisch wachsenden Farnen und Orchideen.
Von der Säugetieren kommen unter anderen der Waldelefant (Loxodonta cyclotis), der Schimpanse (Pan troglodytes), der Drill (Mandrillus leucophaeus), die Nigeria-Blaumaulmeerkatze (Cercopithecus sclateri) und der Preuss-Stummelaffe (Piliocolobus preussi) vor. Von der Avifauna kommen ca. 349 Arten vor. Der Oban-Sektor ist ein wichtiges Rückzugsgebiet des Rachelwebers (Malimbus racheliae), Graukehlschnäppers (Myioparus griseigularis), Östlichen Haarbülbül (Criniger chloronotus), Xavierbülbül (Phyllastrephus xavieri), Fledermausadlers (Macheiramphus alcinus), Schwarzachseladler (Aquila africanus), Kräuselhauben-Perlhuhn (Guttera pucherani), Augenralle (Canirallus oculeus), Olivkuckuck (Cercococcyx olivinus), Gelbwangentrogon (Apaloderma aequatoriale) und des Leierschwanz-Honiganzeigers (Melichneutes robustus).

## Okwangwo-Sektor
Der Okwangwo-Sektor liegt ca. 50 km nordöstlich des Oban-Sektors in den Sankwala- und den Mbe mountains. Der Sektor belegt eine Fläche von ca. 1000 km² und bildet mit dem Afi Mountain Wildlife Sanctuary, Mbe Mountains Community Wildlife Sanctuary und dem Takamanda-Nationalpark in Kamerun einen Biosphärenkorridor. Das Terrain des Sektors ist gebirgig, erreicht Höhen bis 1700 Meter im Norden und 1000 Meter über dem Meeresspiegel im Südwesten. In diesem Gebiet liegen die Quellen der Flüsse Oyi, Bemi und Okon, alles Nebenflüsse des Cross Rivers. Der Jahresniederschlag kann bis zu 4280 mm betragen, wobei eine ausgesprochene Trennung zwischen Regen- und Trockenzeit besteht.
Die Flora in diesem Sektor umfasst 1545 registrierte Gefäßpflanzen unterschiedlicher Familien, von denen die Anceistocladus korupensis und Prunus africana eine besondere Bedeutung in der Heilbehandlung der Immunschwächekrankheit AIDS und des Prostatakrebs zukommt. Die Vegetation wird von großflächigen Flachlandregenwäldern und Grassavannen bestimmt. Es wurden in den letzten Jahren wiederholt neue Arten von Pflanzen in diesem Sektor gefunden und beschrieben. Für die örtliche Bevölkerung haben ca. 75 Pflanzenarten eine ökonomische oder medizinische Bedeutung.
Der Sektor ist ein wichtiges Rückzugsgebiet des Cross-River-Gorillas (Gorilla gorilla diehli) und des Buntkopf-Felshüpfers (Picathartes oreas), beide sind vom Aussterben bedroht.